# 弘前市立第三中学校
弘前市立第三中学校（ひろさきしりつ だいさんちゅうがっこう）は、青森県弘前市大字豊原1丁目にある公立中学校。
地元では「三中」（さんちゅう）とも呼ばれる。

## 沿革
- 1947年（昭和22年）
  - 4月1日[1] - 富田字桔梗野（曙町）の弘前市立高等女学校校舎を一部借用し、創立。
  - 4月22日 - 開校式挙行[1]。
  - 6月1日 - 校章制定[1]。
- 1948年（昭和23年）4月5日[1] - 富田町安原の旧野砲隊兵舎を校舎に改造し、移転。
- 1949年（昭和24年）4月1日[1] - 校歌制定。
- 1956年（昭和31年）
  - 3月31日[1] - 校舎新築第一期工事竣工（第二校舎4教室）。
  - 7月27日[1] - 第二期工事竣工（第二校舎10教室）。
- 1957年（昭和32年）
  - 3月28日[1] - 第三期工事竣工（第一校舎10教室）。
  - 6月 - 校旗樹立。
- 1958年（昭和33年）3月28日[1] - 校舎第四期工事竣工（第三教室9教室）。
- 1959年（昭和34年）9月1日[1] - 第五期工事（体育館）竣工式挙行。
- 1960年（昭和35年）3月31日 - 第六期工事（第一校舎管理室）竣工[1]。
- 1961年（昭和36年）
  - 7月3日 - 第七期工事（第二・第三校舎の管理棟及び付属廊下）竣工[1]。
  - 11月 - 全校舎落成記念式典挙行。
- 1962年（昭和37年）6月26日[1] - 図書館竣工。
- 1964年（昭和39年）4月1日 - 特殊学級設置[1]。
- 1965年（昭和40年）4月 - 小栗山の弘前市立千年小学校に併設されていた市立千年中学校を統合。本校を第一校舎、千年中学校を第二校舎とした[1]。
- 1966年（昭和41年）
  - 3月25日[1] - 鉄筋2階建10教室竣工。
  - 4月1日[1] - 千年中学校が、新校舎へ移転し、実質統合。
- 1968年（昭和43年）10月 - 町名改正で、現住所となる。
- 1970年（昭和45年）3月 - 特別教室（理科実験室・音楽室）竣工。
- 1984年（昭和59年） - 弘前市立南中学校開設にともない、15学級を本校、南中学校に分離。
- 1991年（平成3年） - 自転車通学を廃止。
- 1998年（平成10年） - 新校舎竣工。旧体育館が取り壊される。
- 1999年（平成11年）
  - 3月 - 弘前市民会館で卒業式が挙行された。これは、体育館が建設中の為。
  - 時期不明 - 新体育館竣工。
- 2000年（平成12年）以降 - 唯一残っていた木造の第五校舎（かつての第8師団兵舎）が取り壊される。
- 2017年（平成29年）3月25日 - エレベーターを設置。

## 著名な出身者
- 綱川和夫（元日本短波放送→青森放送アナウンサー）
- 伊奈かっぺい（元青森放送社員・ローカルタレント）
- 鹿内美沙（フリーアナウンサー、元中京テレビ放送アナウンサー）
- 木村公宣（元アルペンスキー選手）
- 和嶋慎治（ミュージシャン、ロックバンド『人間椅子』ギタリスト）

## 学区
西ケ丘町、文京町、豊原全域、稔町、清水富田（字清水流）、三岳町、北園全域、中野1・2・3丁目、城南全域、鍛冶町、新鍛冶町、北川端町、土手町、代官町の一部、上瓦ケ町、中瓦ケ町、南瓦ケ町、北瓦ケ町、坂本町、山下町、徒町、田代町、西川岸町、表町、大町1・2・3丁目、駅前町、駅前3丁目の一部、南大町1・2丁目、城東1丁目の一部、桶屋町、銅屋町、南川端町、山道町、住吉町、富田1・2・3丁目、吉野町、紙漉町、桜林町、富士見町、寒沢町、品川町、御幸町、松森町、楮町、大富町、富野町、富田町、南富田町、取上全域、清原全域、大清水3丁目の一部、安原1丁目の一部

## 周辺
裏手に柴田学園大学附属柴田学園高等学校の敷地が広がり、正門前を通る青森県道127号石川土手町線を挟んだ向かい側に弘前市立文京小学校が位置する。

## 交通アクセス
- 弘南バス弘前駅 - 小栗山線他、「三中校前」バス停下車。